# Filifolium sibiricum
 Filifolium sibiricum   (L.) Kitam., 1940  è una specie di piante angiosperme dicotiledoni della famiglia delle Asteraceae, sottofamiglia Asteroideae,  tribù Anthemideae (clade Asian-southern African grade) e sottotribù Artemisiinae.  Filifolium sibiricum è anche l'unica specie del genere  Filifolium  Kitam., 1940.

## Etimologia
Il nome generico ( Filifolium ) si riferisce al fogliame filiforme.  L'epiteto specifico (sibiricum) fa riferimento all'areale della Siberia.
Il nome scientifico della specie è stato definito dai botanici Carl Linnaeus (1707-1778) e Siro Kitamura (1906-2002) nella pubblicazione " Acta Phytotaxonomica et Geobotanica. [Shokubutsu bunrui chiri.]" (Acta Phytotax. Geobot. 9(3): 157) del 1940. Il nome scientifico del genere è stato definito nella stessa pubblicazione.

## Descrizione
Portamento. Le specie di questa voce è un'erba perenne. L'indumento consiste in brevi peli medifissi (oppure è assente).
Fusto. La parte aerea è eretta, ramosa (legnosa alla base), striata e glabra. La base è ricoperta da vecchie guaine fogliari fibrose. Le radici sono robuste. Altezza media: 20 - 60 cm.
Foglie. Le foglie lungo il caule sono disposte in modo alterno con lunghi piccioli. La lamina, con forme da obovata a oblunga, è del tipo pennatosetta con lunghi lobi filiformi. Dimensione delle foglie: 20 × 5 - 6 cm.
Infiorescenza. Le sinflorescenze sono formate da 1 - 10 capolini raccolti in modo corimboso. Le infiorescenze vere e proprie sono composte da un capolino terminale peduncolato di tipo disciforme eterogamo. I capolini sono formati da un involucro, con forme emisferiche, composto da diverse brattee, al cui interno un ricettacolo fa da base ai fiori di due tipi: fiori del raggio (qui assenti) e fiori del disco. Le brattee, a consistenza erbacea, con forme da ovate a largamente ovate, apici arrotondati e margini scariosi, sono disposte in modo più o meno embricato su 3 - 4 serie. Il ricettacolo, conico, è sprovvisto di pagliette avvolgenti la base dei fiori. Le brattee al margine a volte sono scariose e colorate di bruno oppure sono ialine. Dimensione degli involucri: 4 - 5 mm.
Fiori.  I fiori sono tetra-ciclici (formati cioè da 4 verticilli: calice – corolla – androceo – gineceo) e pentameri (calice e corolla formati da 5 elementi). Si distinguono in:
- fiori del raggio (esterni): sono assenti e sono sostituiti da una sola riga di fiori femminili tubulari affusolati e con 2 - 4 minuti denti;
- fiori del disco (centrali): sono più numerosi con forme brevemente tubulose (attinomorfe); sono funzionalmente maschili.

- Formula fiorale:

*/x K {\displaystyle \infty }, [C (5), A (5)], G 2 (infero), achenio
- Calice: i sepali del calice sono ridotti ad una coroncina di squame.

- Corolla: (solo fiori del disco) la forma è tubulare bruscamente divaricata in 4 - 5 lobi; i lobi, patenti o eretti, hanno una forma deltata o più o meno lanceolata; il colore in genere è giallo. Possono essere compressi in una massa resinosa.

- Androceo: l'androceo è formato da 5 stami (alternati ai lobi della corolla) sorretti da filamenti generalmente liberi e sottili; gli stami sono connati e formano un manicotto circondante lo stilo. Le antere possono essere sia di tipo basifissa che medifissa (ossia attaccate al filamento per la base – nel primo caso; oppure in un punto intermedio – nel secondo caso).[15] Questa caratteristica ha valore tassonomico in quanto distingue i generi gli uni dagli altri. Normalmente le antere variano da ottuse (arrotondate) a leggermente appuntite alla base (o anche caudate); le appendici sono triangolari. Il tessuto endoteciale (rivestimento interno dell'antera) non è polarizzato. Il polline è sferico con un diametro medio di circa 25 micron; è tricolporato (con tre aperture sia di tipo a fessura che tipo isodiametrica o poro) ed è liscio.

- Gineceo: l'ovario è infero uniloculare formato da 2 carpelli. Lo stilo (il recettore del polline) è profondamente bifido (con due stigmi divergenti) e con le linee stigmatiche marginali separate o contigue. I due bracci dello stilo hanno una forma troncata e possono essere papillosi o ricoperti da ciuffi di peli.

Frutti. I frutti sono degli acheni senza pappo. Gli acheni hanno una forma obliquamente obovoide (leggermente compressa); possono essere privi di coste o oppure con 3 - 12 coste; l'apice è arrotondato senza anello apicale. Il pericarpo, sottile, può possedere delle cellule mucillaginifere, mentre le sacche di resina sono assenti.

## Biologia
Impollinazione: tramite insetti (impollinazione entomogama tramite farfalle diurne e notturne).

Riproduzione: la fecondazione avviene fondamentalmente tramite l'impollinazione dei fiori.

Dispersione: i semi cadono a terra e vengono dispersi soprattutto da insetti come formiche (disseminazione mirmecoria). Un altro tipo di dispersione è zoocoria: gli uncini delle brattee dell'involucro (se presenti) si agganciano ai peli degli animali di passaggio che portano così i semi anche su lunghe distanze. Inoltre per merito del pappo (se presente) il vento può trasportare i semi anche per alcuni chilometri (disseminazione anemocora).

## Distribuzione e habitat
La specie di questa voce è distribuita in Cina, Giappone e Mongolia. L'habitat tipico sono le praterie su pendii montani fino a quote di 1500 - 2600 m.

## Sistematica
La famiglia di appartenenza di questa voce (Asteraceae o Compositae, nomen conservandum) probabilmente originaria del Sud America, è la più numerosa del mondo vegetale, comprende oltre 23.000 specie distribuite su 1.535 generi, oppure 22.750 specie e 1.530 generi secondo altre fonti (una delle checklist più aggiornata elenca fino a 1.679 generi). La famiglia attualmente (2021) è divisa in 16 sottofamiglie; la sottofamiglia Asteroideae è una di queste e rappresenta l'evoluzione più recente di tutta la famiglia.

### Filogenesi
l gruppo di questa voce è descritto nella tribù Anthemideae, una delle 21 tribù della sottofamiglia Asteroideae). In base alle ultime ricerche nella tribù sono stati individuati (provvisoriamente) 4 principali lignaggi (o cladi): "Southern hemisphere grade", "Asian-southern African grade", "Eurasian grade" e "Mediterranean clade". Il genere  Filifolium  (insieme alla sottotribù Artemisiinae) è incluso nel clade Asian-southern African grade..
Da un punto di vista filogenetico il genere  Filifolium  occupa, nell'ambito della sottotribù, una posizione più o meno centrale e insieme ai generi Neopallasia, Artemisia, Picrothamnus, Stilpnolepis e Sphaeromeria fa parte del "Artemisia Group". In precedenza era descritto all'interno del subg. Dracunculus (Besser) Rydb del genere "Artemisia".
I caratteri distintivi della specie  Filifolium sibiricum  sono:
- l'indumento è formato da peli medifissi;
- i capolini sono del tipo disciforme con una riga esterna di fiori femminili e fiori centrali funzionalmente maschili;
- il polline è liscio;
- gli acheni, obliquamente obovoidi, sono privi di un anello apicale.

Il numero cromosomico della specie è: 2n = 16 e 18.
In base all'"orologio molecolare" questa specie ha iniziato a divergere tra 4 e 3 milioni di anni fa.

### Sinonimi
Sono elencati alcuni sinonimi per questa entità:
- Artemisia sibirica (L.) Maxim.
- Tanacetum sibiricum  L.
- Chrysanthemum trinioides  Hand.-Mazz.